# Gotescalco
Gotescalco (conocido en Francia como Godescalc o Gotefcalque) fue un eclesiástico franco, obispo de Puy-en-Velay entre 927 y 962, conocido por haber acudido en 950 o 951 a Santiago de Compostela usando el paso del Somport y haber creado lo que habría de convertirse en una de las rutas de peregrinación más importantes de la Edad Media, la conocida como Vía Tolosana.
De su viaje a España trajo manuscritos que mandó copiar, entre los que destaca el tratado De Virginitate, de San Ildefonso de Toledo (el actual manuscrito latino 2855 de la Biblioteca Nacional de Francia), procedente de Albelda de Iregua y fechado en 950. 
Mandó a construir el santuario de San Miguel de Aiguilhe, de inspiración mozárabe (fachada polilobulada), consagrado en 962.